# Monible
Monible is een plaats en voormalige gemeente in het Zwitserse kanton Bern en maakt deel uit van het district Jura bernois.
Monible telt 36 inwoners. In 2015 is de gemeente gefuseerd met de gemeenten Châtelat, Sornetan en Souboz en hebben de gemeente Petit-Val gevormd.
Châtelat · Monible · Sornetan · Souboz